# Gran Estadio de Alhucemas
El Gran Estadio de Alhucemas es un estadio de fútbol situado en el municipio de Aït Kamra, a 18 km del centro de la ciudad de Alhucemas, Marruecos. Tiene una capacidad de 11.000 espectadores sentados y en él disputará sus partidos como local el Chabab Rif Al Hoceima.

## Inauguración
El partido inaugural tuvo lugar el 18 de noviembre de 2024, cuando las selecciones de Madagascar y Comoras se enfrentaron en el marco de las eliminatorias de la Copa Africana de Naciones 2025, partido que terminó 1 a 0 para Comoras.

| Copa Africana de Naciones; 18 de noviembre de 2024 | Comoras             | 1:0 | Madagascar |  |  |
|                                                    | Yacine Bourhane 47' |     |            |  |  |

## Equipamiento
Dotado de equipamiento moderno, el estadio cuenta con césped natural, vestuarios, proyectores de última generación, gradas con capacidad para 11.000 espectadores, una sala de prensa con capacidad para 200 asientos, además de un palco para las delegaciones oficiales. El estadio también está equipado con un marcador electrónico y varios espacios multifuncionales.
El estadio, que cumple con los últimos estándares en construcción sísmica, cuenta además con salas para el equipo arbitral y para observadores de partidos, un centro médico y una enfermería, además de un estacionamiento con capacidad para 2.500 automóviles.
Con una capacidad inicial de 11.000 asientos, el proyecto pretende ser escalable y podría beneficiarse de una ampliación de las gradas y del techo.